# Alien Love Secrets
| Críticas profissionais | Críticas profissionais |
| Avaliações da crítica  | Avaliações da crítica  |
| Fonte                  | Avaliação              |
| ---------------------- | ---------------------- |
| All Music Guide        | [ 1 ]                  |

Alien Love Secrets é um álbum do guitarrista norte-americano Steve Vai, lançado em 21 de março de 1995. É considerado um EP, por conter apenas 7 músicas.
Steve gravou os sons que seu filho Julian (então com 2 anos de idade) fazia e os imitou com a guitarra na música Ya-Yo Gakk.
Em 2015, a revista Guitar World ranqueou a canção Bad Horsie na 07a posição da lista "The 25 Greatest Wah Solos of All Time"
Além delas, outros destaques do álbum ficam por conta da canção "Juice", que faz parte da trilha-sonora do jogo eletrônico para PS1, Formula 1, de 1996; e ""The Boy from Seattle", que é um tributo do Vai a Jimi Hendrix.

## Faixas
| N.º            | Título                                      | Duração |  |
| 1.             | "Bad Horsie"                                | 5:51    |  |
| 2.             | "Juice"                                     | 3:44    |  |
| 3.             | "Die to Live"                               | 3:53    |  |
| 4.             | "The Boy from Seattle"                      | 5:04    |  |
| 5.             | "Ya-Yo Gakk"                                | 2:52    |  |
| 6.             | "Kill the Guy with the Ball/The God Eaters" | 7:02    |  |
| 7.             | "Tender Surrender"                          | 6:02    |  |
| Duração total: | Duração total:                              | 33:29   |  |

| Japan Bonus Track |                        |         |  |
| N.º               | Título                 | Duração |  |
| 8.                | "San-San-Nana-Byoushi" | 3:32    |  |

## Créditos Musicais
- Steve Vai – guitarra, teclados, harmonizador Eventide H3000, programação de baterias, Linha do baixo, engenharia de audio e produção
- Tommy Mars – órgão (faixa 7)
- Deen Castronovo – baterias (faixas 3, 4, 6, 7)
- Julian Vai – voz de bebê (faixa 5)
- Sergio Buss – assistente de engenharia

## Desempenho nas Paradas Musicais

### Álbum
| Ano  | Ranking           | Posição |
| ---- | ----------------- | ------- |
| 1995 | The Billboard 200 | #125    |
| 1995 | Official Charts   | #39     |
| 1995 | MegaCharts        | 72      |

## Prêmios e Indicações
| Ano  | Canção           | Prêmio        | Indicação                          | Resultado |
| ---- | ---------------- | ------------- | ---------------------------------- | --------- |
| 1995 | Tender Surrender | Grammy Awards | Best Rock Instrumental Performance | Indicado  |

## Versão em Vídeo
| Críticas profissionais   | Críticas profissionais |
| Avaliações da crítica    | Avaliações da crítica  |
| Fonte                    | Avaliação              |
| ------------------------ | ---------------------- |
| Revista Rock Underground | 8.5/10                 |

Em 1995, o selo "Hal Leonard" lançou a versão em vídeo do CD Alien Love Secrets. Esta mesma versão foi re-lançada 3 anos depois (1998) pelo selo "High Insight" em DVD. As versões em video do Alien Love Secrets contêm vídeo-clipes de todas as faixas da versão em CD, além de bônus como comentários e entrevistas exclusivas.

## Faixas
| N.º            | Título                                      | Duração |  |
| 1.             | "Bad Horsie"                                | 5:51    |  |
| 2.             | "Juice"                                     | 3:44    |  |
| 3.             | "Die to Live"                               | 3:53    |  |
| 4.             | "The Boy from Seattle"                      | 5:04    |  |
| 5.             | "Ya-Yo Gakk"                                | 2:52    |  |
| 6.             | "Kill the Guy with the Ball/The God Eaters" | 7:02    |  |
| 7.             | "Tender Surrender"                          | 6:02    |  |
| Duração total: | Duração total:                              | 33:29   |  |

## Créditos
- Steve Vai - Guitarras
- Robbie Harrington - Baixo elétrico
- Chris Frazier - Baterias